# Jaroslav Grosman
Jaroslav Grosman (13. srpna 1924, Libštát – 1. dubna 2012, Roztoky u Jilemnice) byl český protinacistický a protikomunistický odbojář. Během druhé světové války se zúčastnil bojů na Dukle. V roce 2008 obdržel od prezidenta Václava Klause Řád T. G. Masaryka.

## Životopis

### Druhá světová válka
Počátkem roku 1944 byl totálně nasazen do továrny na letecké motory Daimler-Benz v Nové Pace, ve které se svými přáteli prováděl drobné sabotáže s úmyslem poškodit nacistický režim. Při jedné z nich vyřadili elektrické vedení a tím pozastavili provoz v části továrny. Tato akce byla ihned vyšetřována gestapem a zapříčinila jeho útěk na východní frontu.
Společně s Janem Horáčkem skončil při útěku v zajetí NKVD a měl být transportován do gulagu. Během zmatků se jim však podařilo utéct a přidali se k československému armádnímu sboru. V září 1944 byl nasazen do bojů na Dukle. Z východní fronty se vrátil zpět do Roztok přesně rok od útěku.

### Po roce 1948
Po komunistickém převratu v únoru 1948 odešel do emigrace. Později začal působit jako agent chodec. Během XI. všesokolského sletu dostal za úkol unést na Západ blízkého spolupracovníka Edvarda Beneše, tehdejšího ministra spravedlnosti Prokopa Drtinu. Drtina byl hospitalizován na Bulovce. Jaroslav Grosman měl cestu únosu promyšlenou, objekt si pečlivě zmapoval. StB ho však před akcí zatkla. Během výslechů si prošel brutálním bitím a následně byl odsouzen k 20 letům odnětí svobody. Vězněn byl v Praze na Pankráci, v Plzni na Borech, Ilavě, Valdicích, Leopoldově a dlouhé roky v Jáchymovských dolech.
Propuštěn byl na amnestii v roce 1963. Zbytek života strávil v Roztokách u Jilemnice, kde také 1. dubna 2012 zemřel.

## Připomínky
V říjnu 2024 byla v Roztokách u Jilemnice na domě, ve kterém Jaroslav Grosman žil, odhalena pamětní deska.